# 중증질환
중증질환(重症疾患)은 증상이 아주 위중한 질병으로 분류되는 암(악성신생물),심장 질환,폐렴,뇌혈관 질환,당뇨병,간 질환,알츠하이머병,고혈압성 질환 등을 이른다. 한편 중증질환은 만성질환과도 관련있다.

## 사망원인
2018년 기준으로 한국인의 사망율에 따른 중증질환 및 만성질환은 약45%를 차지하며  암(악성신생물),심장 질환,폐렴,뇌혈관 질환은 남,여 모두에게서 최상위(약76%) 사망원인의 4대 중증질환으로 확인됐다.

## 같이 보기
- 성인병
- 정신신경면역학